# Hygrophila oblongifolia
Hygrophila oblongifolia är en akantusväxtart som beskrevs av Christian Gottfried Daniel Nees von Esenbeck. Hygrophila oblongifolia ingår i släktet Hygrophila och familjen akantusväxter. Inga underarter finns listade i Catalogue of Life.